# Alpefjord
De Alpefjord is een fjord in het Nationaal park Noordoost-Groenland in het oosten van Groenland.
De fjord kreeg deze naam door de zeer hoge bergen op de oostoever van de fjord.

## Geografie
De fjord maakt deel uit van het fjordencomplex van het Koning Oscarfjord. De fjord mondt in het noordoosten uit in de Segelsällskapetfjord, samen met de Forsbladfjord. Hij is zuidwest-noordoost georiënteerd en heeft een lengte van meer dan 50 kilometer.
In het zuidwesten van de fjord in westnoordwestelijke richting vervolgen maar wordt door een ijsdam van de Spærregletsjer geblokkeerd. Het verlengde van de Alpefjord is een meer met de naam Furesø.
In het oosten (rechteroever) wordt de fjord begrensd door de Stauningalpen (Scoresbyland) en in het westen (linkeroever) door het Nathorstland.

### Gletsjers
In de Alpefjord komen meerdere gletsjers uit, waaronder de:
- Spærregletsjer
- Krabbegletsjer (rechteroever)
- Sefströmgletsjer (rechteroever)
- Gullygletsjer (rechteroever)
- Trekantgletsjer (linkeroever)
- Vikingegletsjer (rechteroever)
- Sydvestgletsjer (linkeroever)
- Sedgwickgletsjer (rechteroever)